# Attentat du 11 avril 2011 à Minsk
L'attentat du 11 avril 2011 à Minsk, survenu à 17 h 56 (heure locale), est un attentat à la bombe qui a créé une forte explosion à la station Kastrytchnitskaïa (Кастрычніцкая en biélorusse ou Oktiabrskaïa - Октябрьская en russe) du métro de Minsk et fait quatorze morts et 204 blessés,.

## Les faits
L'explosion s'est produite aux environs de 18 h, en pleine période de retour du travail, à la station Kastrytchnitskaïa sur la ligne Maskowskaïa, unique échange entre les deux lignes du métro de Minsk. Lors de l'explosion sur le quai central de la station, chaque voie de part et d'autre de ce quai était occupée par une rame. Selon l'enquête préliminaire, la bombe, déclenchée par télécommande, était située sous un banc à côté des rames, et aurait explosé lors de l'arrivée d'une des rames à hauteur de la deuxième voiture. À ce moment, 300 personnes sont présentes sur les lieux.

## Enquête
Le 30 avril 2011, Dmitri Konovalov et Vladislav Kovalev sont condamnés à la peine de mort par la Cour suprême de Biélorussie. Pour la Cour, Dmitri Konovalov est le responsable de l'attentat, Vladislav Kovalev étant considéré comme son complice.
Ils ont été condamnés à mort en novembre 2011 et exécutés le 18 mars 2012.